# 凯瑟琳·阿尔瓦拉多
凯瑟琳·玛丽亚·阿尔瓦拉多·阿吉拉尔（西班牙語：Katherine María Alvarado Aguilar；1991年4月11日—），哥斯达黎加女子足球运动员，司职中场，目前效力于萨普里萨体育俱乐部和哥斯达黎加国家女子足球队。她曾代表哥斯达黎加参加2022年中北美洲及加勒比海女子足球锦标赛和2023年国际足联女子世界杯等多场国际赛事。